# Kamianka-Buzka (huyện)
Huyện Kamianka-Buzka (tiếng Ukraina: Кам’янка-Бузький район, chuyển tự: Kamianka-Buzkas’kyi raion) là một huyện của tỉnh Lviv thuộc Ukraina. Huyện Kamianka-Buzka có diện tích 868 km², dân số theo điều tra dân số ngày 5 tháng 12 năm 2001 là 61869 người với mật độ 71 người/km2. Trung tâm huyện nằm ở Kamianka-Buzka.